# Gladiolus cardinalis
Gladiolus cardinalis es una especie de gladiolo que se encuentra Sudáfrica.  

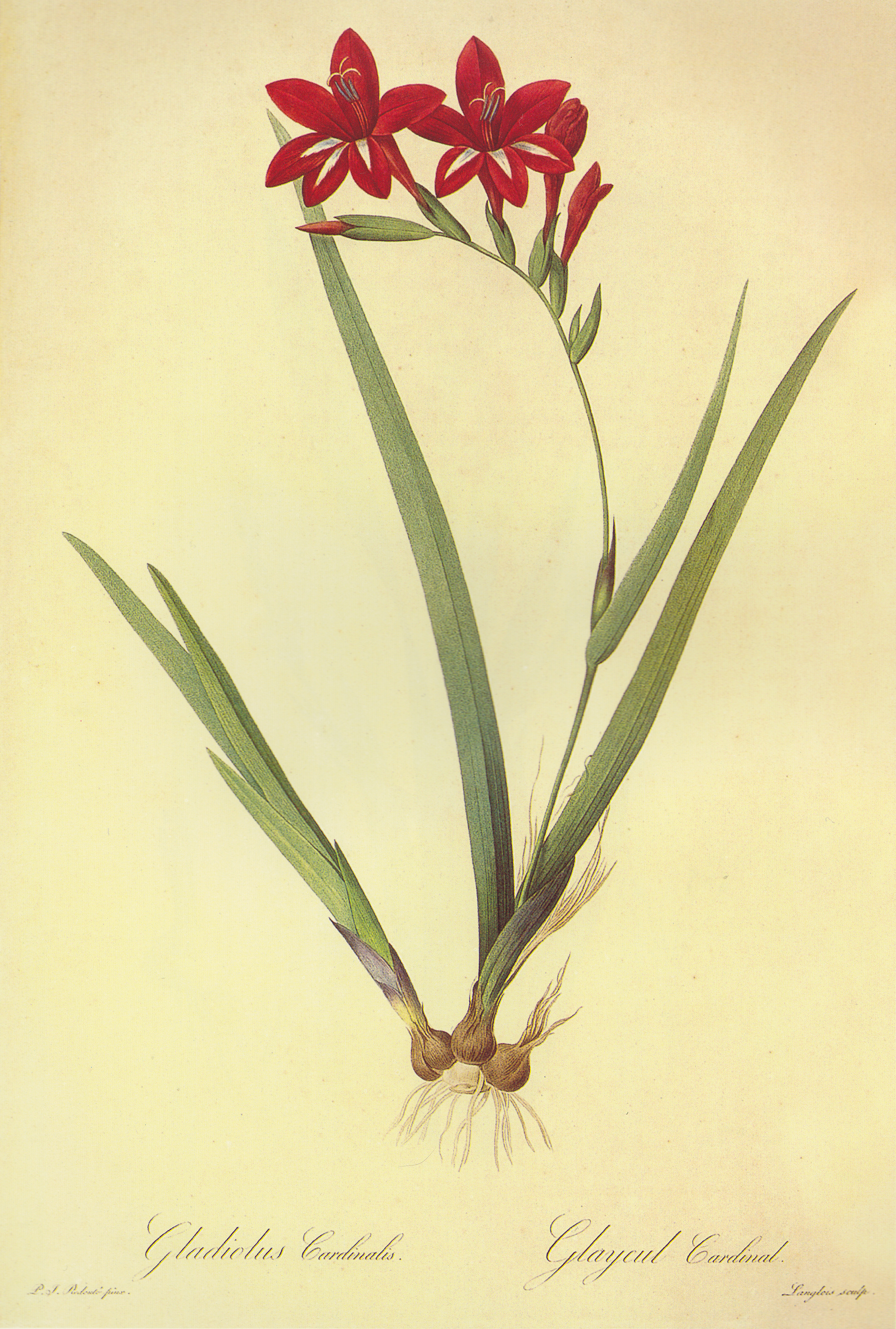
Ilustración

## Descripción
Gladiolus cardinalis es una planta herbácea perennifolia, geofita que alcanza un tamaño de  0.6 - 1.2 m de altura. Se encuentra a una altitud de ? - 1220 metros.
Crece en los acantilados húmedos y en las cascadas en la zona de la provincia del Cabo Occidental. Florece en verano y es polinizada por mariposas. Esta especie muy hermosa es uno de los padres de los híbridos de hoy en día.

## Taxonomía
Gladiolus cardinalis fue descrita por  Nikolaus Joseph von Jacquin y publicado en Botanical Magazine 4: , t. 135. 1790.
Etimología
Gladiolus: nombre genérico que se atribuye a Plinio y hace referencia, por un lado, a la forma de las hojas de estas plantas, similares a la espada romana denominada "gladius". Por otro lado, también se refiere al hecho de que en la época de los romanos la flor del gladiolo se entregaba a los gladiadores que triunfaban en la batalla; por eso, la flor es el símbolo de la victoria.
cardinalis: epíteto latíno que significa "de color rojo".
Sinonimia
- Gladiolus speciosus Eckl.[7][8]